# Episodi di The Mask (prima stagione)
| nº | Titolo inglese                                        | Titolo italiano                              | Prima Tv USA      | Prima Tv Italia   |
| -- | ----------------------------------------------------- | -------------------------------------------- | ----------------- | ----------------- |
| 1  | The Mask Is Always Greener on the Other Side (Part 1) | Essere o non essere The Mask (prima parte)   | 12 agosto 1995    | 16 settembre 1996 |
| 2  | The Mask Is Always Greener on the Other Side (Part 2) | Essere o non essere The Mask (seconda parte) | 12 agosto 1995    |                   |
| 3  | Baby's Wild Ride                                      | La folle corsa di Baby Mask                  | 19 agosto 1995    |                   |
| 4  | The Terrible Twos                                     | La coppia terribile                          | 26 agosto 1995    |                   |
| 5  | Sister Mask                                           | La Maschera Sorella                          | 2 settembre 1995  |                   |
| 6  | Shadow of a Skillit                                   | Il ladro delle ombre                         | 9 settembre 1995  |                   |
| 7  | Bride of Pretorius                                    | Due Cuori Solitari                           | 16 settembre 1995 |                   |
| 8  | Double Reverse                                        | Ballo in maschera                            | 23 settembre 1995 |                   |
| 9  | Shrink Rap                                            | Le fatiche di Mask                           | 30 settembre 1995 |                   |
| 10 | Mayor Mask                                            | Votate The Mask                              | 7 ottobre 1995    |                   |
| 11 | Martian Mask                                          | Il video veleno                              | 14 ottobre 1995   |                   |
| 12 | How Much Is That Dog in the Tin Can?                  | L'accalappiacani                             | 21 ottobre 1995   |                   |
| 13 | All Hallow's Eve                                      | La notte di Halloween                        | 28 ottobre 1995   |                   |
| 14 | Santa Mask                                            | Un Natale impossibile                        | 4 novembre 1995   |                   |
| 15 | Split Personality                                     | Due facce per The Mask                       | 11 novembre 1995  |                   |